# バーミキュライト
バーミキュライト（ヴァーミキュライト、expanded vermiculite）は、農業や園芸に使われる土壌改良用の土。また、建設資材としても使われている。
名前は、原料である蛭石（ひるいし、正式な和名は苦土蛭石（くどひるいし）の英語名であるvermiculiteに由来する。
当項目では原材料である鉱物と併せて記述する。

## 概要
苦土蛭石は黒雲母や金雲母などが風化した鉱物（ケイ酸塩鉱物）の一種で、化学組成は Mg1-x(Mg,Fe,Fe3+,Al)3(Si,Al)4O10(OH)2・4H2O。単斜晶系。
日本で通常“バーミキュライト”と呼ぶものは、中国、南アフリカ、オーストラリア、ジンバブエ、米国などに産出する蛭石の原鉱石を800℃ほどで加熱風化処理し、10倍以上に膨張させたものである。
なお、“vermiculite”とはラテン語のvermiculareに由来するもので、漢字での表記は「蛭（ヒル）」があてられているが、元来のラテン語ではミミズを始めとした「蠕虫」を意味する言葉である。

## 用途

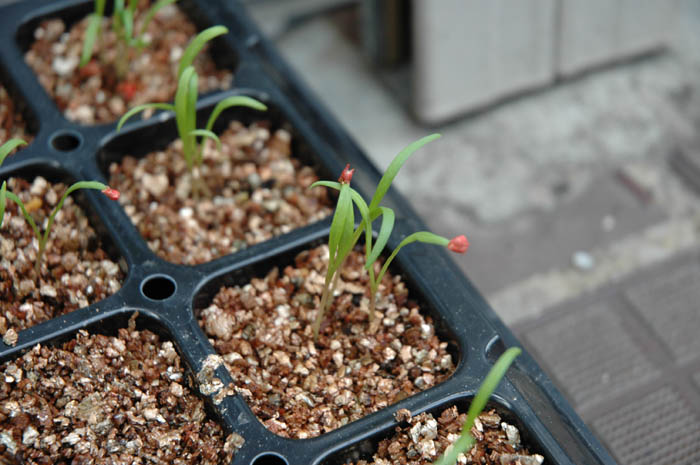
バーミキュライトを用いた苗床

土壌改良土
保水性や通気性があり園芸用培土の原料として用いられる。水（重量の約6倍）や養分（特にアンモニアやカリウム）を吸着保持して徐々に放出する性質がある。ただし、保水性が良いものの、吸水にはやや時間がかかる特徴もある。
建設資材
非常に軽い（かさ比重は約0.1）ので、壁面用石膏ボードなどの骨材として使われる。
ガスケット・シール材
ジョイントシートやフィラー材、グランドパッキン等に使われる。
使い捨てカイロ
暖をとるための使い捨てカイロの主材料として使われる。
消火剤
金属ナトリウム、金属カリウムの火災時に、消火剤として用いられる。

## 石綿（アスベスト）との関係
バーミキュライトの原料の蛭石には、その産地によっては鉱脈が近いこともあり、石綿（アスベスト）が含まれている可能性がある。特にアメリカ合衆国モンタナ州リビー鉱山産の原石には、毒性の高い角閃石系の石綿が含まれ、鉱山労働者や周辺住民に多くの健康被害をもたらしている（2009年6月17日にリビー地区に対して「衛生に関する緊急事態」が宣言され、環境対策や肺癌・中皮腫患者への医療支援が進められている。アスベスト問題でアメリカ合衆国連邦政府が緊急事態を宣言したのは、初めてのことである）。
しかし日本においては産地表示の義務は無く、エックス線回折装置だけを使用するJIS法による検査は精度が低いため、過去にJIS法により石綿含有無しと判定されたバーミキュライトが、国際的に採用されている偏光顕微鏡、分析電子顕微鏡を利用した検査により、リビー鉱山産バーミキュライトの混入が判明する例が国内外で報告されている。これは日本産業規格(JIS)の検査方法に、0.5%未満の含有率のアスベスト繊維を見逃すことがある欠陥によるもので、国際標準化機構(ISO)のアスベスト専門機構を始め、アスベスト専門家から批判されており、見直しを求める声が上がっている。
これらの問題に対し厚生労働省は、2009年11月に吹き付け石綿中にリビー産バーミキュライトが発見されたことを受け、リビー産バーミキュライトに含まれていた角閃石系繊維であるウィンチャイト、リヒテライトの二種類を、国内で規制されていた6種の石綿類と同等に扱うよう、各団体に通達を行っている。経済産業省は国際基準に合わせるのが望ましいとしており、見直しも検討する方針を示している。